# Colonna di San Zanobi
La colonna di San Zanobi è un monumento del centro storico di Firenze, situato in piazza San Giovanni. Opera trecentesca, indica il luogo dove, secondo la tradizione popolare, sarebbe fiorito un olmo il 26 gennaio 429, al passaggio della salma di san Zanobi che veniva traslata da San Lorenzo a Santa Reparata. 

## Storia e descrizione
La colonna sorge in prossimità del battistero di San Giovanni dal lato della porta nord, nel luogo dove, secondo un poetico credo popolare, sarebbe fiorito in pieno inverno un olmo il 26 gennaio 429 (data tradizionale), a seguito del contatto accidentale con il sarcofago racchiudente la salma di san Zanobi, che in quel giorno veniva traslata dalla basilica di San Lorenzo alla cattedrale di Santa Reparata. Sempre secondo la tradizione dal legno di quest'albero sarebbe stato scolpito un crocifisso identificato con quello conservato nella chiesa di San Giovannino dei Cavalieri in via San Gallo. 
Quindi, a ricordare l'evento miracoloso, sarebbe stata eretta una prima colonna in granito, travolta durante l'alluvione del 1333. A questa, l'anno successivo, fu sostituita la presente, con base in marmo bianco (a sua volta poggiante su un basamento a sezione circolare a tre gradini) e fusto in cipollino orientale. Nell'anno 1338 il monolito fu coronato dalla croce quindi, nel 1375, aggiunta l'iscrizione in caratteri gotici sul fusto a ricordare la leggenda di san Zanobi (trascritta nel repertorio di Francesco Bigazzi, con alcune precisazioni circa l'errore sulla data della traslazione, che nell'iscrizione è 409). Nella parte alta la colonna è coronata da una ghiera in ferro adornata di fronde e termina con una croce con bracci trilobati: «dicesi che il bellissimo olmo in ferro battuto che orna la colonna sia stato eseguito nel 1384 (?) da Migliore di Niccolò». 
Nel 1501, durante i preparativi per la festa di San Giovanni, la croce cadde accidentalmente. 
Poco prima del 1845 la colonna fu oggetto di un restauro che probabilmente comportò varie integrazioni e il rinnovamento di diverse parti, almeno stando all'eco che i lavori ebbero nelle guide dell'epoca. Altri e numerosi restauri seguirono nel tempo, fino a quelli del 1969 e della fine degli anni novanta del Novecento, «realizzato grazie all'Opificio delle Pietre Dure da Angelo Venticonti con la direzione di Annamaria Giusti, con la sostituzione del capitello e della croce con una copia in vetroresina». Nel 2012 si è tornati ad intervenire (impresa esecutrice Bartoli) nell'ambito del progetto promosso dal Comune di Firenze FLIC (Florence, I Care). 
Gli elementi originali della colonna sono conservati ed esposti nel Museo dell'Opera del Duomo.

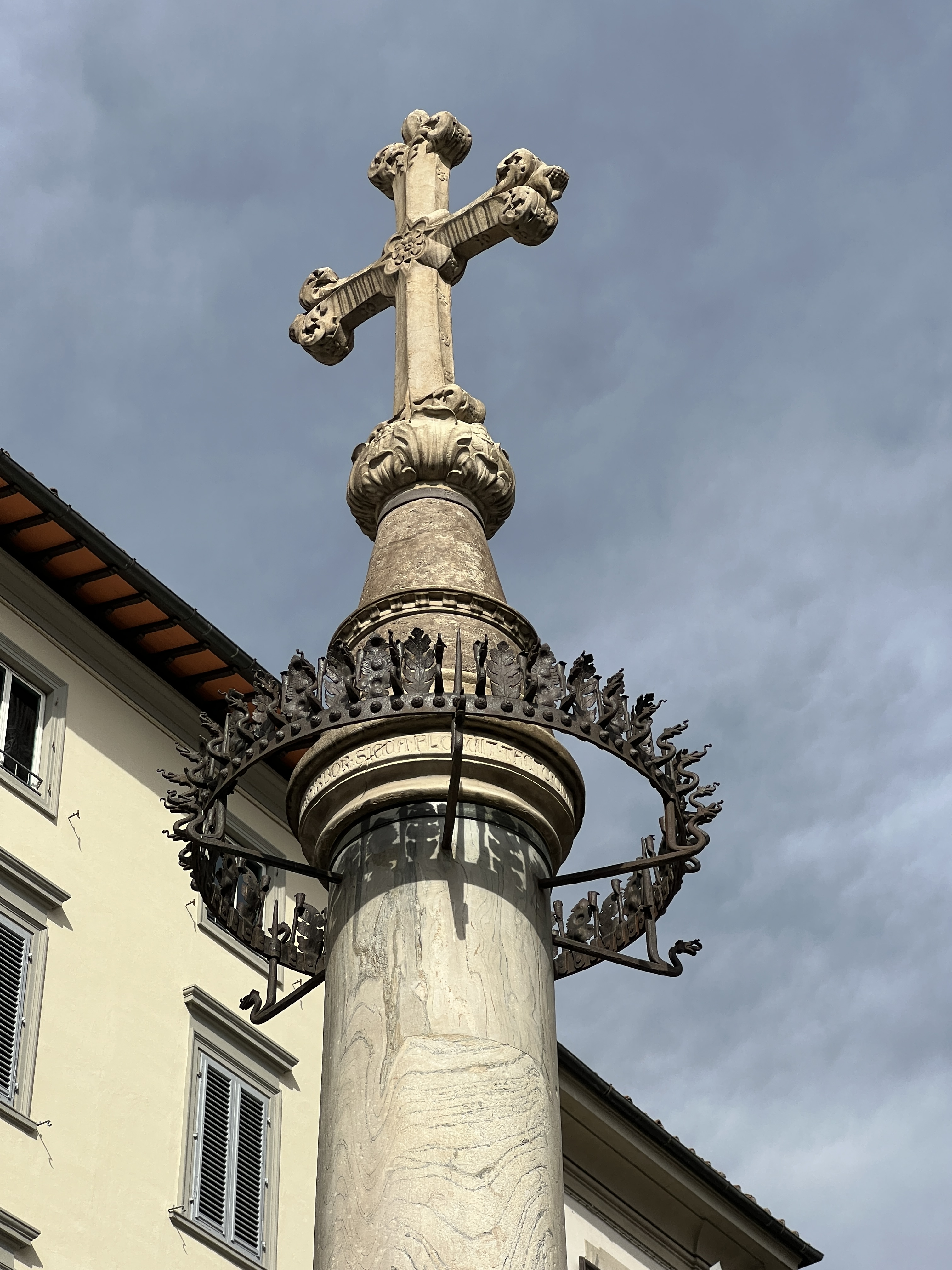
La sommità (oggi la croce e la sua base sono una replica)
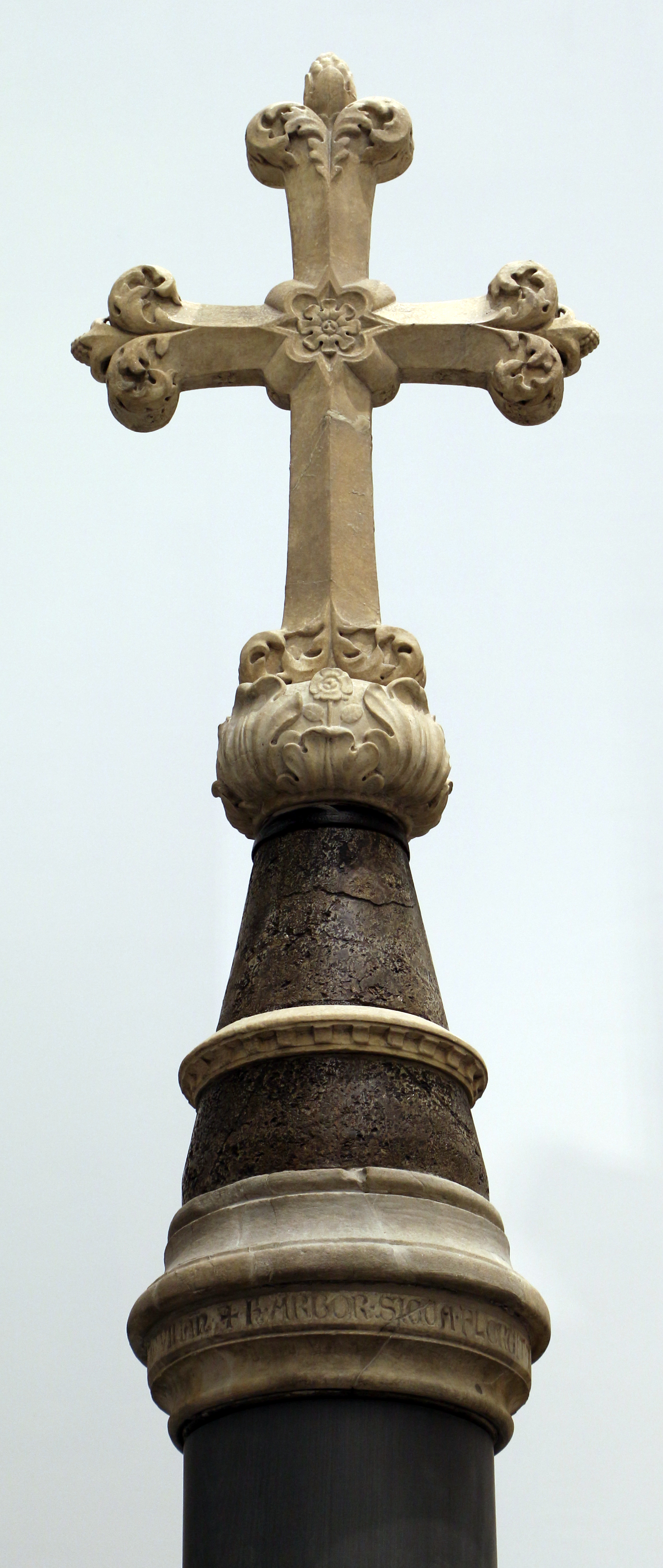
La cuspide originale nel Museo dell'Opera del Duomo
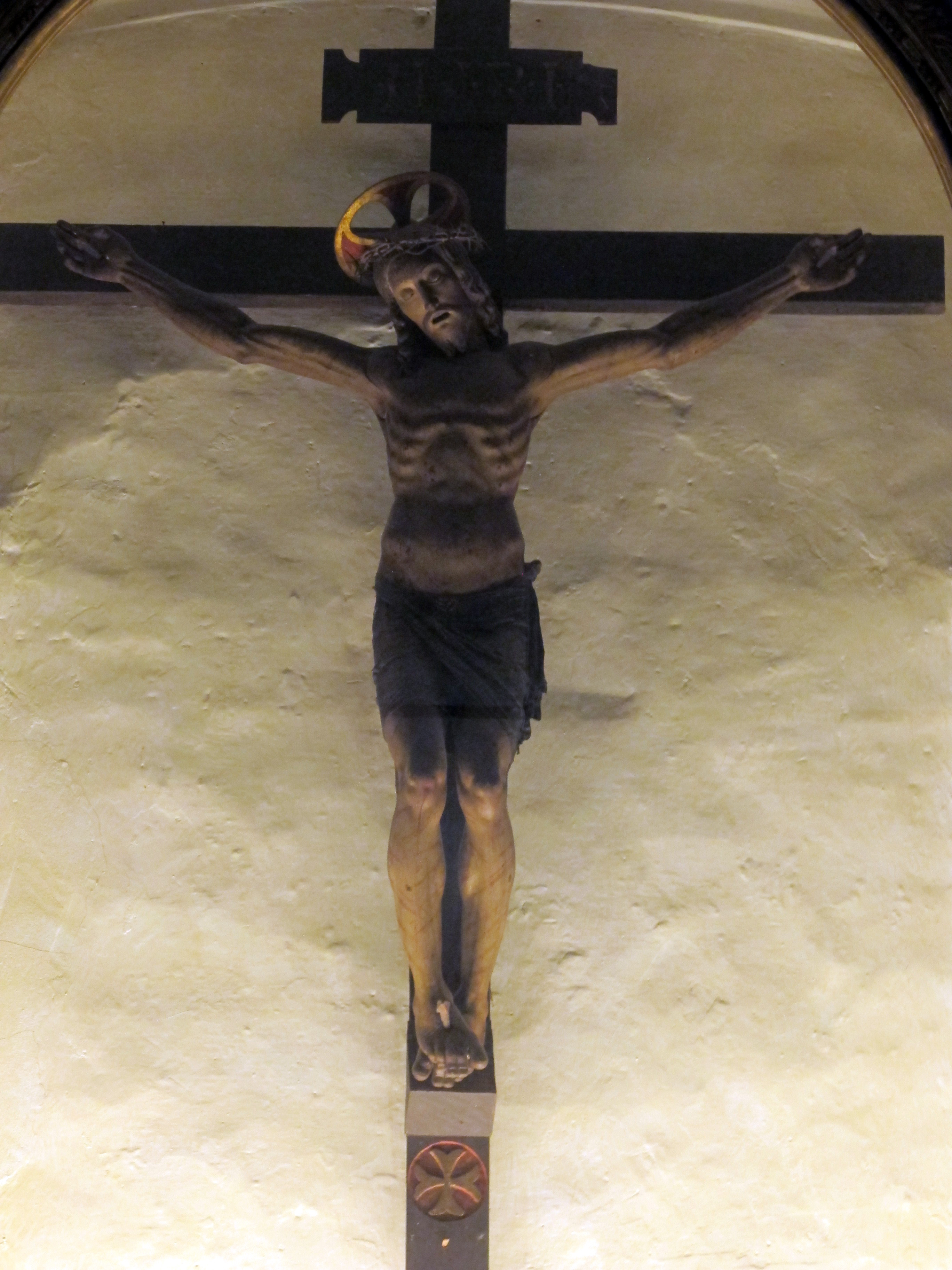
Il crocifisso che si dice fatto col legno dell'olmo di san Zanobi

### Iscrizioni
| + AN̄O AB INCARNATIONE DN̄I CC°CC ---VI°II DIE XXVI IANVARI TEP̃ORE ---IMP.ATORVM ARKADII ET HONORII ---ANNO XI° FERIA QVINTA ---DVM DE BASILICA SĈI LAVRENTII ---AD MAJOREM ECCL.IAM FLORENTINĀ ---CORPUS SĈI ZENOBII FLORÊTINY ---EP̃I FERETRO PORTARETVR · ERAT ---HIC IN LOCO VLMVS ARBOR VT ---AVIDA TV́C EXISTENS QVAM CV́ ---FERETRVM SĈI CORPORIS TETIGISSET ---SVBITO FRONDES ET FLORES ---MIRACVLOSA P̃DVXIT · IN CUI° ---MIRACVLI MEMORIA X ANI ---CIVESQ. FLORENTINI Î LOCO SUBLATE ---ARBORIS HIC HANC COLLVP NAM ---CV́ CRVCE Î SIGNO NOTABILI EREXERV́T.~ |

La traslitterazione è: «+ Anno ab incarnatione Domini CCCC / VIIII die XXVI Ianuarii tempore / imperatorum Arkadii et Honorii anno XI feria quinta / dum de basilica Sancti Laurentii / ad majorem ecclesiam florentinam / corpus Sancti Zenobii Florentinorum / episcopi feretro portaretur. Erat / hic in loco ulmus arbor ut / avida tunc existens quam cum / feretrum sancti corporis tetigisset / subito frondes et flores / miraculosa produxit. In cuius / miraculi memoria christiani / civesque florentini in loco sublatæ / arboris hic hanc columnam / cum cruce in signo notabili erexerunt.»

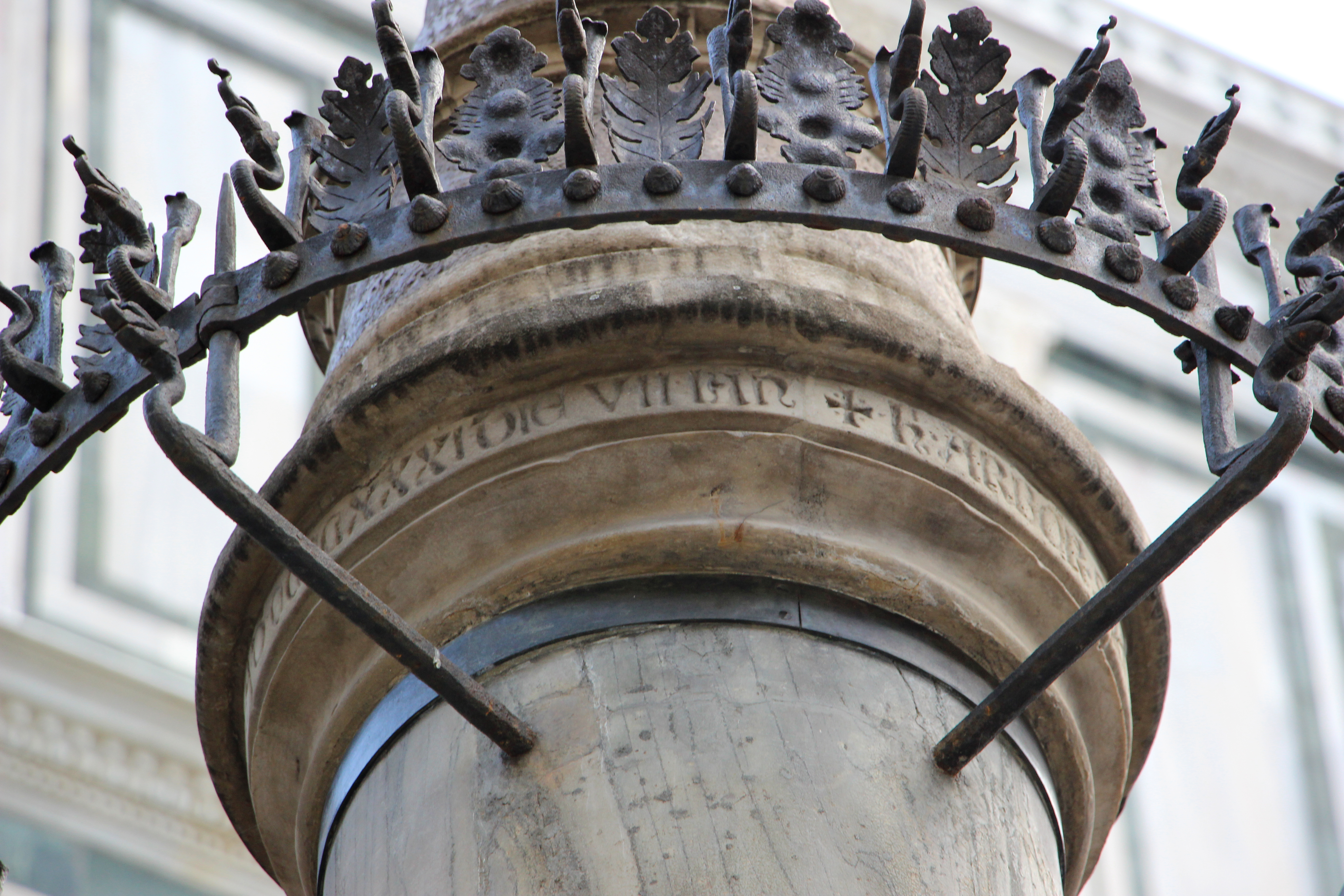
L'iscrizione alla base della croce

Traduzione: «Nell'anno 429 dall'Incarnazione, il giorno 26 gennaio al tempo degli imperatori Arcadio e Onorio, anno undicesimo, giovedì, mentre veniva portato dalla basilica di San Lorenzo alla chiesa maggiore fiorentina il feretro di san Zanobi vescovo dei Fiorentini, era allora presente in questo luogo un olmo secco ma ancora in piedi, che quando venne toccato dal corpo santo subito produsse prodigiosamente foglie e fiori. In memoria di questo miracolo i cittadini cristiani e fiorentini al posto dell'albero abbattuto qui eressero questa colonna con croce in segno della cosa straordinaria».
Il Richa, sulla scorta di una trascrizione legermente diversa del Manni, ricostruì come la data esatta doveva essere 429, e non 409 perché a quella data il santo era ancora in vita: può darsi che l'errore venne fatto durante la ricostruzione del 1334, quando l'epigrafe originaria fu rifatta con alcune varianti ed errori.
Un'altra iscrizione si trova alla base del coronamento: «+H. ARBOR SICCA FLORUIT TACTU CORPORIS S ZENOBII EPI. FLOR. A.D. CCCXXXI DIE VII IAN», che tradotto significa: «Questo albero secco rifiorì al contatto del corpo del vescovo fiorentino San Zenobi nell'anno del Signore 431, il 7 di gennaio». Si tratta quindi di una terza data relativa allo stesso avvenimento.

## Note

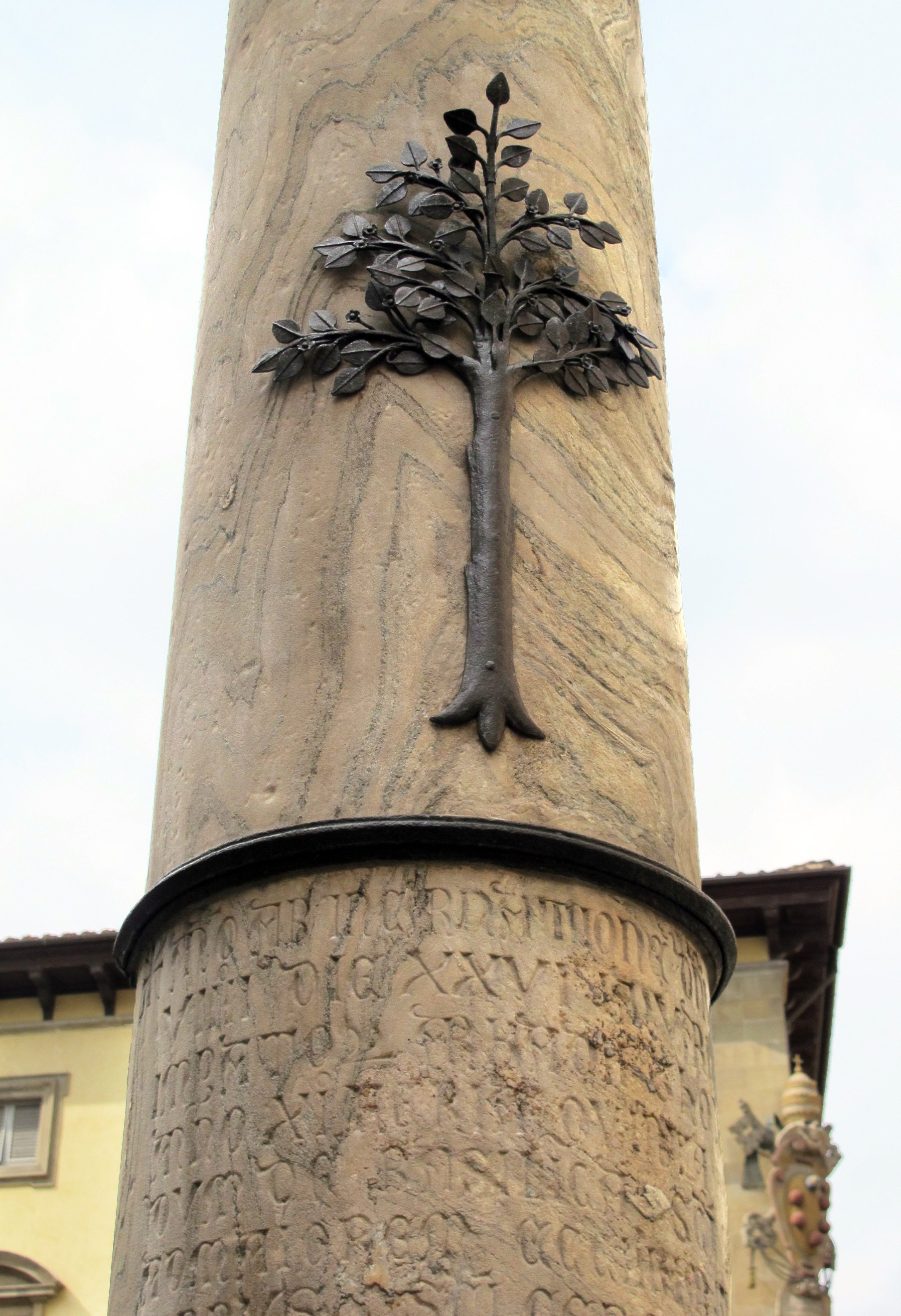
Albero in bronzo sulla colonna

## Bibliografia

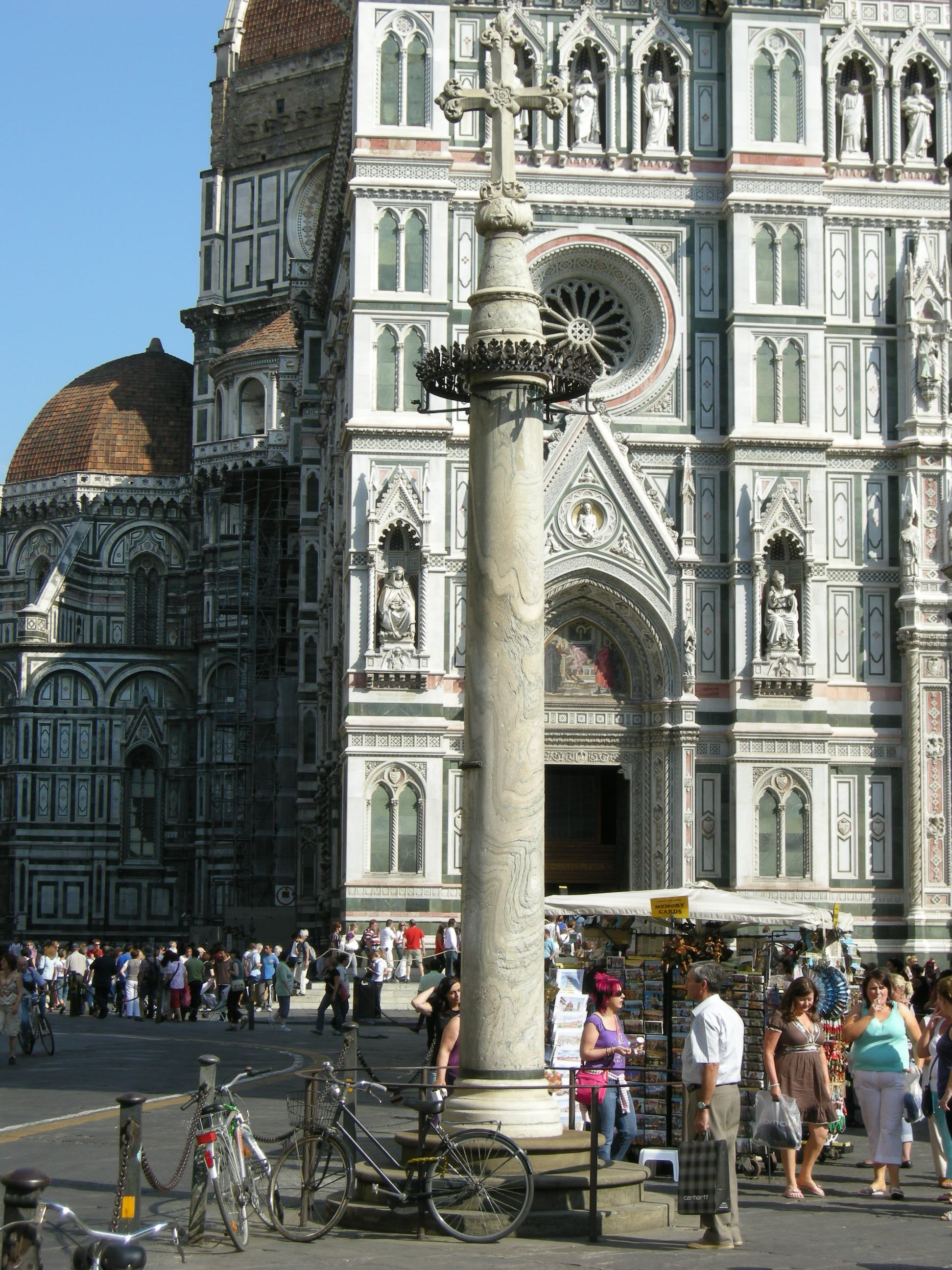
La colonna all'ombra del Duomo